# Эйхен, Фёдор Яковлевич
Фёдор (Фридрих-Август) Яковлевич Эйхен 2-й (1779—1847) — генерал-лейтенант, член генерал-аудиториата Военного министерства, начальник Ораниенбаумского дворцового правления.
Родился 13 марта 1779 года; службу он начал в Горном корпусе, где 4 апреля 1791 г. был произведён из студентов в шихтмейстеры Колыванских заводов. Уволенный 16 декабря 1793 г. по прошению от горной службы, Эйхен был переименован в поручики, с определением в Генеральный штаб. В мае следующего года он был прикомандирован к войскам, расположенным в Польше и принимал участие в боях против Костюшки.
В 1795—1798 гг. Эйхен был при топографической съёмке в Литве. С упразднением Генерального штаба в 1796 г. он был назначен в свиту Его Императорского Величества по квартирмейстерской части.
Командированный в 1798 г. на турецкую границу в корпус генерала Германа, Эйхен в 1799 г., вместе с войсками корпуса, был послан в Молдавию и Венгрию, а затем в Голландию для совместных действий с англичанами против французов. Однако, не доехав до действующей армии, он был послан из Ревеля курьером к английскому королю.
В 1801—1805 гг. Эйхен находился при цесаревиче Константине Павловиче. В 1805—1806 гг. Эйхен состоял при корпусе генерал-лейтенанта Эссена 1-го и был прикомандирован к армии графа Буксгевдена, расположенной в Моравии. Посланный в декабре того же года с передовыми отрядами войск в город Иганесбург для наблюдения неприятеля, во время соединения наших двух армий при реке Нарев, Эйхен в январе 1807 г. находился при изгнании неприятеля из деревни Зонборг и преследовании его по направлению к городу Неймарку, а в феврале был в битве при Прейсиш-Эйлау и во всех авангардных стычках до отступления войск за реку Пассарге. За боевое отличие в битве при Прйсиш-Эйлау он 22 апреля 1807 года был награждён орденом св. Георгия 4-й степени (№ 744 по кавалерскому списку Судравского и № 1753 по списку Григоровича — Степанова). В мае Эйхен находился при изгнании неприятеля с Гуттштадтской позиции, в битвах при деревне Анкендорфе и при Гейльсберге, и 2 июня — в сражении при Фридланде.
По окончании войны Эйхен был командирован для устройства лагеря по рекам Двине и Днепру, после же выступления армии на квартиры был послан для осмотра южного берега Финского залива, и вслед за тем прикомандирован к съёмке под Санкт-Петербургом.
В 1811 г. Эйхен в чине полковника, по особому Высочайшему повелению, находился в Витебской губернии. Во время Отечественной войны 1812 года и в Прусской кампании 1813 года он участвовал в сражениях с французами.
Уволенный по прошению от службы в 1814 г., Эйхен в 1822 г. был вновь принят в квартирмейстерскую часть полковником, с назначением присутствовать в гоф-интендантской конторе. В 1823 г. он был определён управляющим Ораниенбаумским дворцовым управлением и произведён в генерал-майоры, а в 1826 г. был назначен комендантом Ораниенбаума.
В 1837 г., вследствие слабости здоровья, был уволен от должности управляющего дворцовым управлением, но с оставлением комендантом и управляющим строительной частью города Ораниенбаума. В 1839 г. Эйхен был произведён в генерал-лейтенанты с назначением членом генерал-аудиториата.
Сорокапятилетняя беспорочная служба Эйхена была отмечена следующими наградами: орденами Белого Орла, св. Анны 1-й степени с императорской короной, св. Владимира 4-й степени с бантом и серебряной медалью за кампанию 1812 г.
Скончался Эйхен 5 февраля 1847 г. в Санкт-Петербурге, похоронен на Волковом лютеранском кладбище.
Сын Фёдора Яковлевича, Фёдор Фёдорович, также служил в русской императорской армии и был командиром Томского пехотного полка; другой сын, Александр Фёдорович, был известным художником исторической живописи и обучался у К. П. Брюллова. Также получил известность и брат Фёдора Яковлевича: генерал-лейтенант Яков Яковлевич Эйхен в 1822—1841 гг. был управляющим Петергофским дворцовым правлением.